# 希米尔科
希米尔科（腓尼基语：𐤕𐤓𐤓𐤋𐤌𐤊‬ ）是一位迦太基航海家，约活跃于公元前5世纪。
希米尔科是第一个到达欧洲北部的来自地中海国家的人物。他的航海笔记都失传了，但被一些古罗马作家引用。老普林尼的《博物志》中便记载了这次航行。希米尔科的航海笔记在阿维阿努斯在Ora Maritima中被引用了三次。
目前所了解的希米尔科的事迹仅限于此。他曾沿着大西洋海岸线向北航行，到达今日的西班牙、葡萄牙和法国。他到达葡萄牙Oestriminis部落的领地购买锡，以作为制造青铜及其他贵重金属的材料。
希米尔科把他的这次航行描述得相当恐怖，历史学家推测他可能遇上了马尾藻海。

## 脚注
1. ↑  腓尼基语实际读音为“Chimilkât”。